# Alabjewa (wieś)
Alabjewa (ros. Алябьева) – wieś (ros. деревня, trb. dieriewnia) w zachodniej Rosji, centrum administracyjne sielsowietu filippowskiego w rejonie oktiabrskim (obwód kurski).

## Geografia
Miejscowość położona jest nad ruczajem Rogozna (prawy dopływ rzeki Suchaja Rogozna w dorzeczu Rogozny), 20 km na północny zachód od centrum administracyjnego rejonu (Priamicyno), 25 km na północny zachód od Kurska, 16 km od drogi magistralnej (federalnego znaczenia) M2 «Krym».
Klimat
Miejscowość, jak i cały rejon, znajduje się w strefie klimatu kontynentalnego z łagodnym ciepłym latem i równomiernie rozłożonymi opadami rocznymi (Dfb w klasyfikacji klimatów Köppena).
|                            | Sty  | Lut  | Mar  | Kwi  | Maj  | Cze  | Lip  | Sie  | Wrz | Paź  | Lis  | Gru  |
| -------------------------- | ---- | ---- | ---- | ---- | ---- | ---- | ---- | ---- | --- | ---- | ---- | ---- |
| Najwyższe temperatury (°C) | -4,2 | -3,3 | 2,5  | 12,8 | 19,1 | 22,4 | 25,1 | 24,4 | 18  | 10,4 | 3,2  | -1,3 |
| Najniższe temperatury (°C) | -8,8 | -8,9 | -5,2 | 2,5  | 8,9  | 12,8 | 15,7 | 14,7 | 9,6 | 3,8  | -1,3 | -5,4 |
| Opady (mm)                 | 52   | 45   | 48   | 51   | 63   | 72   | 75   | 56   | 59  | 59   | 48   | 49   |
| Ilość dni z opadami        | 8    | 8    | 8    | 7    | 8    | 9    | 9    | 6    | 7   | 7    | 7    | 8    |

## Demografia
W 2010 r. wieś zamieszkiwało 126 osób.